# Sângeorgiu de Pădure
Sângeorgiu de Pădure (litt. Sankt George på Heden ungarsk: Erdőszentgyörgy ungarsk udtale: [ˈɛrdøːsɛɲɟørɟ]; tysk: Sankt Georgen auf der Heide) er en by i distrikte Mureș i  Transsylvanien, Rumænien.
Landsbyerne Bezid (Bözöd), Bezidu Nou (Bözödújfalu) og Loțu (Lóc) er administrativt en del af byen, der har 4.875 (2021) indbyggere.

## Historie
Den første skriftlige omtale af byen er bevaret i en pavelig tiendetildelingsliste fra 1333, hvor der nævnes en præst, "de Sancto Georgio'", der betalte et beløb på 6 dinarer til nabostiftet. I 1347 nævnes en mand ved navn Erdő, greve af Székelys, og Erdős sønner af Erdőszentgyörgy. I 1442 skrives der om Anna Herepei, Erdős hustru af Erdewzenthgergh.  Landsbyen var gods tilhørende Frans 1. Rákóczi, fyrste af Transsylvanien. Rédey-slottet blev bygget i 1647. I 1788 blev Péter Bodor født her. I 1818-1809 blev Rédey-slottet genopbygget. I 1913 var det officielle ungarske navn på landsbyen Erdőszentgyörgy. 
Dens rumænske navn var oprindeligt Erdeo-Sângeorgiu; i 1919 blev navnet ændret til Sîngeorgiul de Pădure, som senere blev ændret af de rumænske myndigheder til det nuværende officielle navn.
Efter Den ungarsk-rumænske krig (en) i 1918-19 og Trianon-traktaten i 1920 blev Sângeorgiu de Pădure en del af Rumænien og faldt i mellemkrigstiden ind under Mureș amtet. I 1940 tildelte Wienerdiktatet (en) Nordsilvanien til Ungarn, og det blev holdt af Ungarn indtil 1944. Byen blev administreret af Sovjets myndigheder efter den 12. november 1944, og landsbyen kom sammen med resten af Nordsilvanien under rumænsk administration den 13. marts 1945 og blev officielt en del af Rumænien i 1947.